# NGC 7638
NGC 7638 (другие обозначения — IC 1483, PGC 71246, MCG 2-59-30, ZWG 431.46, KUG 2320+110A, KAZ 556) — галактика в созвездии Пегас.
Этот объект входит в число перечисленных в оригинальной редакции «Нового общего каталога».